# Mikita Badsjakouski
Mikita Badsjakouski (belarussisch Мікіта Бадзякоўскі, englische Transkription Mikita Badziakouski, russisch Никита Бодяковский, englische Transkription Nikita Bodyakovskiy; * 6. Februar 1992) ist ein belarussischer professioneller Pokerspieler.
Badsjakouski hat sich mit Poker bei Live-Turnieren knapp 51 Millionen US-Dollar erspielt und steht damit als erfolgreichster Belarusse auf dem siebten Platz der erfolgreichsten Pokerspieler nach Turnierpreisgeldern. Mit je zwei Titeln beim High Roller und Super High Roller ist er einer der erfolgreichsten Spieler der European Poker Tour. Badsjakouski sicherte sich 2021 ein Bracelet bei der World Series of Poker und 2023 den Sieg beim Big One for One Drop. Darüber hinaus ist er mit zwei Siegen im Main Event sowie insgesamt vier Titeln und Preisgeldern von knapp 18 Millionen US-Dollar einer der erfolgreichsten Spieler der Triton Poker Series.

## Pokerkarriere
Badsjakouski nutzt auf der Onlinepoker-Plattform PokerStars den Nickname fish2013 und spielte bei Full Tilt Poker als HelicopterBen82. Von Anfang 2019 bis Anfang 2022 wurde er von der Plattform partypoker gesponsert, bei der er ebenfalls als fish2013 auftrat. Nachdem der Belarusse von 2010 bis 2013 ausschließlich in der Ukraine bei Turnieren der Variante No Limit Hold’em mit Buy-ins von maximal 2500 US-Dollar die Preisgeldränge erreicht hatte, ist er seit Mai 2015 weltweit bei Pokerturnieren anzutreffen. Badsjakouski spielt fast ausschließlich High-Roller-Events, d. h. Turniere mit Buy-ins von umgerechnet mindestens 10.000 US-Dollar.

### 2015–2017: Erste Turniersiege und hochdotierte Ergebnisse
Bei der European Poker Tour (EPT) in Monte-Carlo erzielte Badsjakouski im Mai 2015 seine erste Geldplatzierung außerhalb der Ukraine. Anfang Mai 2016 erreichte er an gleicher Stelle den Finaltisch beim EPT Super High Roller und erhielt für seinen sechsten Platz rund 210.000 Euro. Mitte Oktober 2016 wurde Badsjakouski bei einem Side-Event des Monte-Carlo One Drop Extravaganza Zweiter und sicherte sich über 500.000 Euro. Bei der Aussie Millions Poker Championship in Melbourne gewann er Ende Januar 2017 sein erstes Live-Turnier und erhielt den Hauptpreis von über 175.000 Australischen Dollar. Im März 2017 entschied er auch das Super High Roller der MBP Spring Challenge in Macau mit einer Siegprämie von umgerechnet rund 420.000 US-Dollar für sich. An gleicher Stelle belegte der Belarusse Ende Oktober 2017 beim High Roller der Asia Championship of Poker den zweiten Platz, der mit umgerechnet mehr als 500.000 US-Dollar dotiert war. Anfang November 2017 wurde er beim 111.111 Euro teuren High Roller for One Drop der World Series of Poker Europe im King’s Resort in Rozvadov Dritter und erhielt ein Preisgeld von rund 1,5 Millionen Euro. Mitte Dezember 2017 landete Badsjakouski beim Super High Roller der PokerStars Championship in Prag hinter Timothy Adams auf dem zweiten Platz und erhielt ein Preisgeld von knapp 400.000 Euro.
Insgesamt lagen Badsjakouskis Turniergewinne bis Jahresende 2017 bei mehr als 6 Millionen US-Dollar.

### 2018: Titel beim EPT Super High Roller und zwei Siege beim Main Event der Triton Series
Mitte Mai 2018 gewann der Belarusse das Main Event der Triton Poker Series im montenegrinischen Budva mit einer Siegprämie von umgerechnet rund 2,5 Millionen US-Dollar. Zwei Wochen später wurde er beim Super High Roller Bowl im Aria Resort & Casino Vierter und erhielt ein Preisgeld von 1,6 Millionen US-Dollar. Ende Juli 2018 gewann Badsjakouski das Main Event der Triton Series im südkoreanischen Jeju-do und erhielt eine Siegprämie von umgerechnet mehr als fünf Millionen US-Dollar. Ende August 2018 siegte er beim Super High Roller der EPT in Barcelona ebenfalls und erhielt ein Preisgeld von rund 1,65 Millionen Euro. Im Oktober 2018 gewann der Belarusse die King’s Short Deck Championship in Rozvadov mit einem Hauptpreis von knapp 215.000 Euro und belegte an gleicher Stelle einen Tag später den vierten Rang beim High Roller der World Series of Poker Europe, der mit weiteren 265.000 Euro bezahlt wurde. Auch beim Super High Roller der Serie gelangte Badsjakouski an den Finaltisch und erhielt als Vierter knapp 800.000 Euro. Mitte November 2018 belegte er bei der Super High Roller Championship der partypoker Caribbean Poker Party in Nassau auf den Bahamas den vierten Platz und sicherte sich 700.000 US-Dollar.
Im Kalenderjahr 2018 erspielte er sich insgesamt Preisgelder von mehr als 14,5 Millionen US-Dollar, nur Justin Bonomo übertraf diese Summe im selben Jahr. Die Summe von Badsjakouskis erspielten Live-Turnierpreisgelder lag nun bei über 20,5 Millionen US-Dollar.

### 2019–2021: Bracelet, EPT High Roller und dritter Titel bei der Triton Series
Im Mai 2019 belegte der Belarusse beim Main Event der Triton Series in Budva den mit umgerechnet knapp 930.000 US-Dollar dotierten vierten Platz und gewann eine Woche später ein Short-Deck-Event der Serie mit einer Siegprämie von umgerechnet rund 1,7 Millionen US-Dollar. Anfang Juli 2019 setzte er sich dreimal in Folge beim Aria 25K im Aria Resort & Casino durch und sicherte sich dadurch Preisgelder von über 600.000 US-Dollar. Im September 2019 gewann Badsjakouski das neunte Turnier der British Poker Open in London und erhielt eine Siegprämie von umgerechnet rund 600.000 US-Dollar. Bei der partypoker Live Millions Super High Roller Series in Sotschi setzte er sich im März 2020 beim vierten Event durch und sicherte sich den Hauptpreis von 765.000 US-Dollar. Wenige Tage später belegte er an gleicher Stelle beim Super High Roller Bowl Russia den mit 1,6 Millionen US-Dollar dotieren dritten Platz. Bei der aufgrund der COVID-19-Pandemie online ausgespielten EPT im November 2020 gewann der Belarusse das High Roller, dessen Siegprämie nach einem Deal mit Matthias Eibinger bei über 220.000 US-Dollar lag. Mitte September 2021 setzte sich Badsjakouski beim zehnten Turnier der Poker Masters mit einem Hauptpreis von 342.000 US-Dollar durch. Bei der WSOP 2021 entschied er das 50.000 US-Dollar teure High-Roller-Event für sich und erhielt ein Bracelet sowie eine Siegprämie von knapp 1,5 Millionen US-Dollar.
Seine bei Live-Turnieren erspielten Preisgelder lagen Ende 2021 bei über 31 Millionen US-Dollar.

### Seit 2022: Sieg beim Big One for One Drop und weitere Titel bei der EPT sowie der Triton Series
Bei der Super High Roller Series Europe im nordzyprischen Kyrenia gewann der Belarusse im April 2022 das zweite Turnier und sicherte sich 756.000 US-Dollar. Im Mai 2022 erzielte er bei der Triton Series in Madrid einen ersten und einen dritten Platz, was ihm Preisgelder von knapp 2,2 Millionen Euro einbrachte. Bei der EPT Barcelona siegte Badsjakouski Mitte August 2022 beim Super High Roller und sicherte sich eine Auszahlung von knapp 2 Millionen Euro. Auch in Monte-Carlo gelangte er Anfang Mai 2023 beim EPT Super High Roller ins Heads-Up und sicherte sich aufgrund eines Deals mit Sieger Aleks Kulew über eine Million Euro. Anschließend gewann der Belarusse das High Roller der Turnierserie, das nach einem Deal mit Ben Heath mit knapp 940.000 Euro dotiert war. Mitte Mai 2023 belegte er bei einem Turnier der Triton Series in Kyrenia den mit 1,2 Millionen US-Dollar dotierten zweiten Platz. Im Wynn Las Vegas setzte sich Badsjakouski Mitte Dezember 2023 beim Big One for One Drop gegen ein 17-köpfiges Teilnehmerfeld durch und erhielt sein bislang höchstes Preisgeld von mehr als 7,1 Millionen US-Dollar.

### Preisgeldübersicht
Mit erspielten Preisgeldern von knapp 51 Millionen US-Dollar ist Badsjakouski seit Jahren der mit großem Abstand erfolgreichste belarussische Pokerspieler. Davon gewann er knapp 18 Millionen US-Dollar bei der Triton Poker Series, was ihn zum sechsterfolgreichsten Spieler der Turnierserie macht. Mit Turniergewinnen von über 8 Millionen US-Dollar liegt der Belarusse darüber hinaus auf Platz 3 der erfolgreichsten Spieler der European Poker Tour. Insgesamt ist er nach kumulierten Turnierpreisgeldern der siebterfolgreichste Spieler.
| Jahr   | Preisgeld (in $) | Turniersiege |
| ------ | ---------------- | ------------ |
| 2010   | 26.340           | 0            |
| 2011   | 74.355           | 0            |
| 2012   | 6.058            | 0            |
| 2013   | 6.468            | 0            |
| 2014   | 0                | 0            |
| 2015   | 116.657          | 0            |
| 2016   | 1.349.457        | 0            |
| 2017   | 4.599.500        | 2            |
| 2018   | 14.573.873       | 5            |
| 2019   | 5.082.160        | 5            |
| 2020   | 2.672.403        | 1            |
| 2021   | 2.708.137        | 2            |
| 2022   | 7.086.614        | 3            |
| 2023   | 12.555.596       | 2            |
| 2024   | 0                | 0            |
| gesamt | 50.857.618       | 20           |